# Cima Sella
Cima Sella (2917 m n. m.) je hora ve Východních Alpách v severní Itálii v provincii Trentino. Je součástí horské skupiny Brenta. Tvoří hradbu severní brány průsmyku Bocca del Tuckett (2648 m n. m.). Tvoří tak hranici mezi masivem Brenta a masivem Grostè, čímž se stává viditelným útvarem i z největších vzdáleností. Zejména při pohledu ze západu vyniká náklon jejího vrcholu nad průsmyk, který jí dodává vzhled velikého zahnutého zubu nahoru. Patří tak mezi nejvýraznější prvky siluety centrálního pohoří.

## Historie

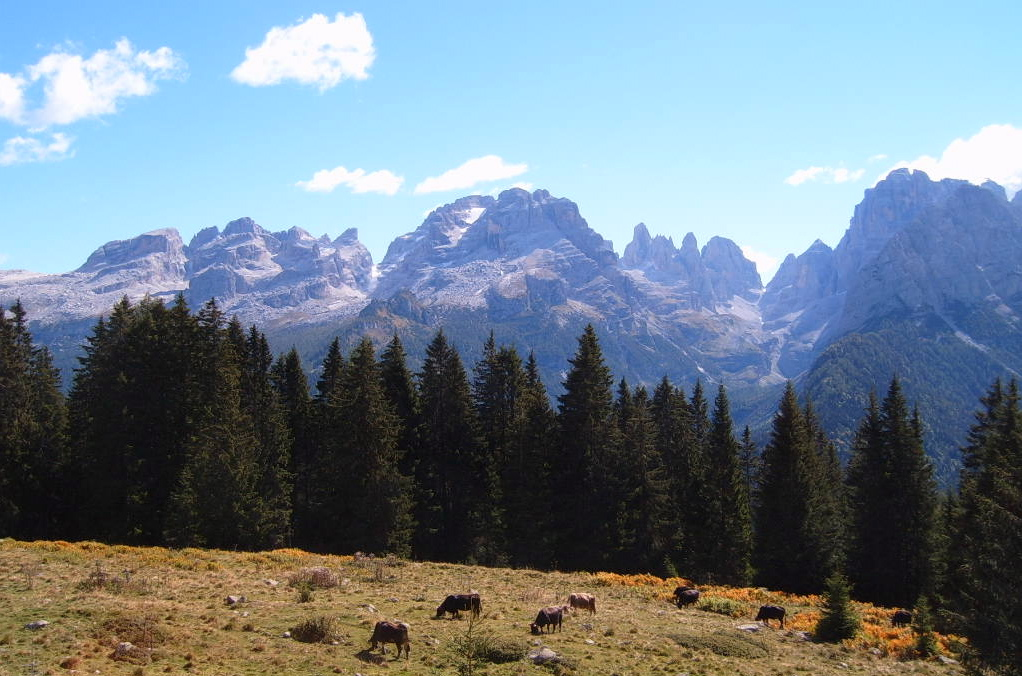
Pravý zub levého celku je zřetelný

Jelikož ohraničuje průsmyk Bocca del Tuckett, který navazuje na údolí Val di Seghe a umožňuje tak přechod přes hřbet centrálního údolí, byla hora vnímána a pravděpodobně i dobývána již pravěkými lidmi. Ze stejných důvodů se dostala i do zájmu prvních průzkumníků v 19.století. Když v březnu 1884 zemřel jeden ze zakladatelů Italského alpského klubu, vědec a politik Quintino Sella, bylo rozhodnuto po něm pojmenovat doposud nepojmenovaný výrazný vrchol. Vzhledem k tvaru zubu pak nesl po celé 19.století jméno Dente di Sella.
Krátce po pojmenování hory se 9.července 1884 k jejímu vrcholu vydala skupina prvolezců s bronzovou deskou připomínající zásluhy Quintina Selly. Vrcholu bylo sice dosaženo, ale prudká sněhová bouře nedovolila fixaci desky. Až za měsíc 9.srpna byl výstup zopakován a deska připevněna.
Na vrchol se lze dostat při využit zajištěné cesty, existují i čistě lezecké trasy vyšších obtížností.